# Rodger Wilton Young
Rodger Wilton Young, né le 28 avril 1918 à Tiffin dans le comté de Seneca (Ohio) et mort le 31 juillet 1943 sur l'île de la Nouvelle-Géorgie, est un militaire américain de la Seconde Guerre mondiale.

## Biographie
Rodger Wilton Young est l'un des cinq enfants de M. et Mme Nicholas Young, il a trois frères et une sœur. Quand Rodger Young a quinze ans, la famille quitte Tiffin pour emménager dans la ville de Green Springs. Lors d'un match de basket-ball, il tombe sur la tête, ce qui provoque un traumatisme crânien. Les séquelles de ce trauma sont des difficultés auditives et visuelles l'empêchant de terminer ses études secondaires. En 1938, il s'enrôle dans le 148° régiment d'infanterie de la garde nationale de l'Ohio. Après l'attaque de Pearl Harbour du 7 décembre 1941 son régiment est intégré à la  37e division d'infanterie. Après son entrainement militaire au Camp Shelby (en), d'où il sort avec le grade de sergent-chef, il est envoyé lui et son régiment aux îles Fidji puis aux îles Salomon, c'est sur l'une d'entre elles, l’île de Nouvelle-Géorgie qu'il sera tué en aidant ses compagnons d’arme à se retirer alors qu’ils sont sous le feu ennemi. Pour son action héroïque, il reçoit à titre posthume la plus haute décoration militaire américaine, la Medal of Honor,,,,,.
Rodger Wilton Young repose au cimetière McPherson de Clyde dans l'Ohio,.

## Distinctions
- Medal of Honor (États-Unis)

## Hommages posthumes
- En 1945, l’auteur-compositeur Frank Loesser écrit The Ballad of Rodger Young[9].
- Rodger Young est cité dans le roman Étoiles, garde-à-vous ! (1959) de Robert A. Heinlein dans lequel son identité est donnée à un vaisseau spatial[8].

## Compléments